# Malipiero (azienda)
La Malipiero S.p.A. è stata una casa editrice italiana, fondata a Ozzano dell'Emilia da Giuseppe Malipiero nel 1954 attiva tra gli anni '50 ed il 1990.
Ha pubblicato soprattutto narrativa per ragazzi e libri di divulgazione anche con il nome di "Edizioni Capitol". Tra le opere pubblicate ci sono i fumetti di Nick Carter & C. e la serie di volumetti Come nasce….
Malipiero è stata rilevata nel 1990 dalla Franco Cosimo Panini Editore, cambiando nome in Franco Panini Scuola.